# Jardin japonais de Dijon
Le jardin japonais également appelé parc du Suzon, est un parc public de la ville de Dijon, fruit d'une collaboration franco-japonaise avec Koshigaya, ville de la préfecture de Saitama,.
En 2023, à l'occasion de la semaine du Japon, la ville de Dijon a décidé d'échanges avec la préfecture de Kumamoto et s'est lancé dans un programme de restauration et valorisation de son jardin.
Elle est aujourd'hui membre de l'association française des jardins japonais.

## Description
Ce jardin est dédié à la contemplation, à la méditation et au repos. Le jardin, volontairement épuré, abrite une passerelle, une cascade, des rochers et des galets.
De nombreux symboles culturels japonais sont repris dans ce jardin :
- une cascade symbolise le temps qui passe,
- deux îles en forme de tortue et de grue symbolisent les valeurs terrestres et célestes,
- les nombreux conifères sont « habités » par des divinités descendues sur Terre.

Les essences végétales présentées sont pour la plupart originaires du Japon. Le pin de l'Himalaya est mis en valeur grâce à la présence d'une pagode et d'une maison de thé.

## Galerie

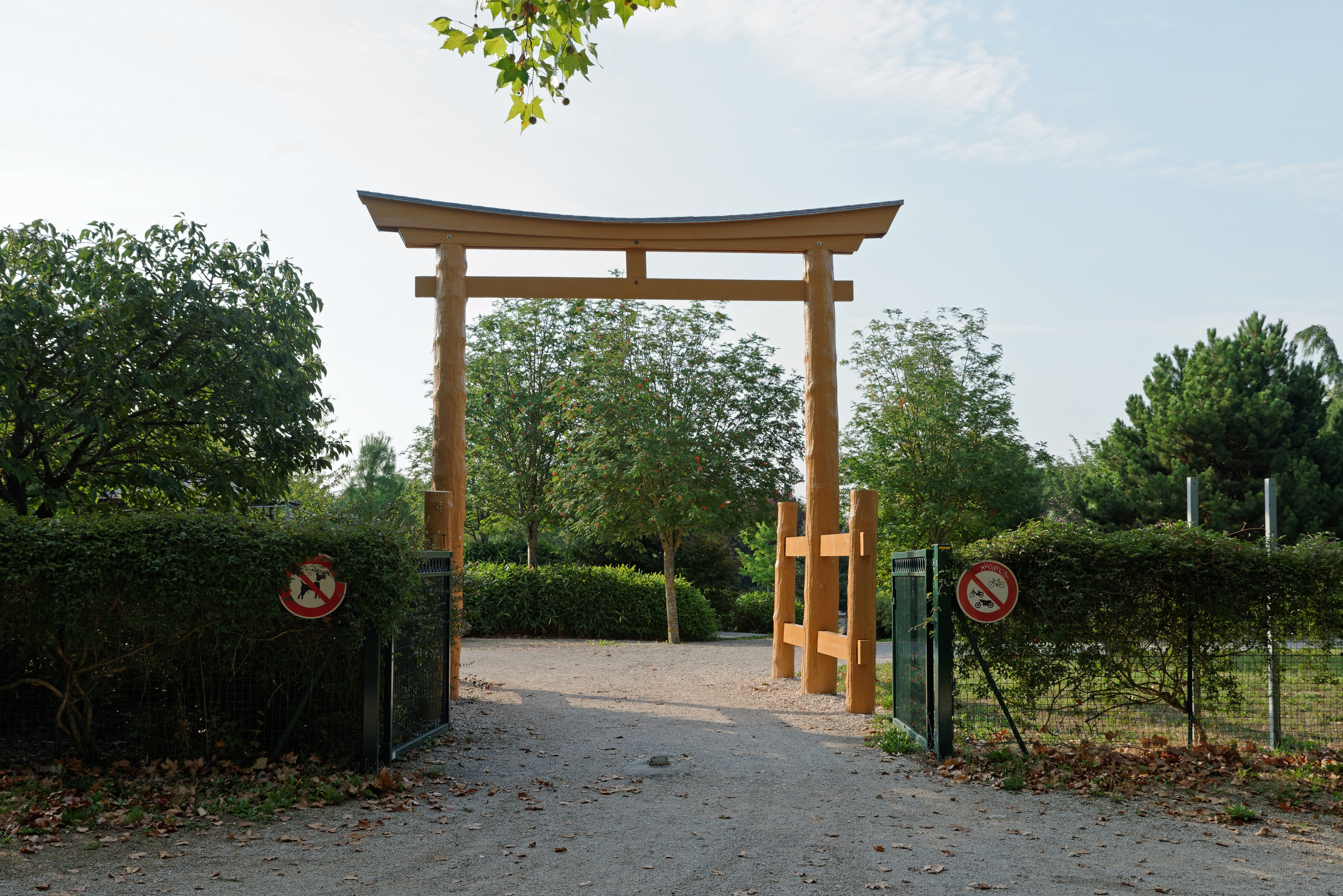
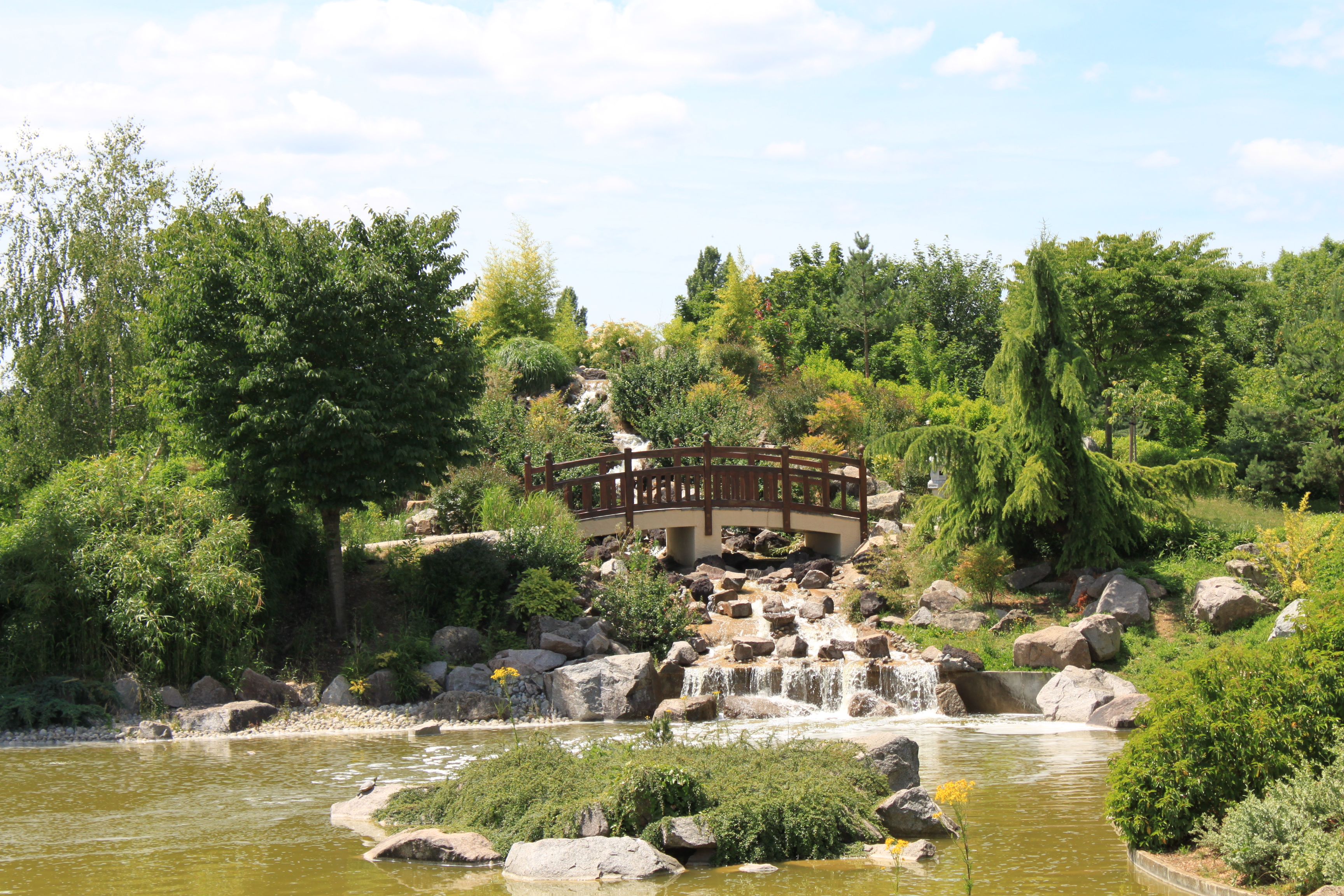
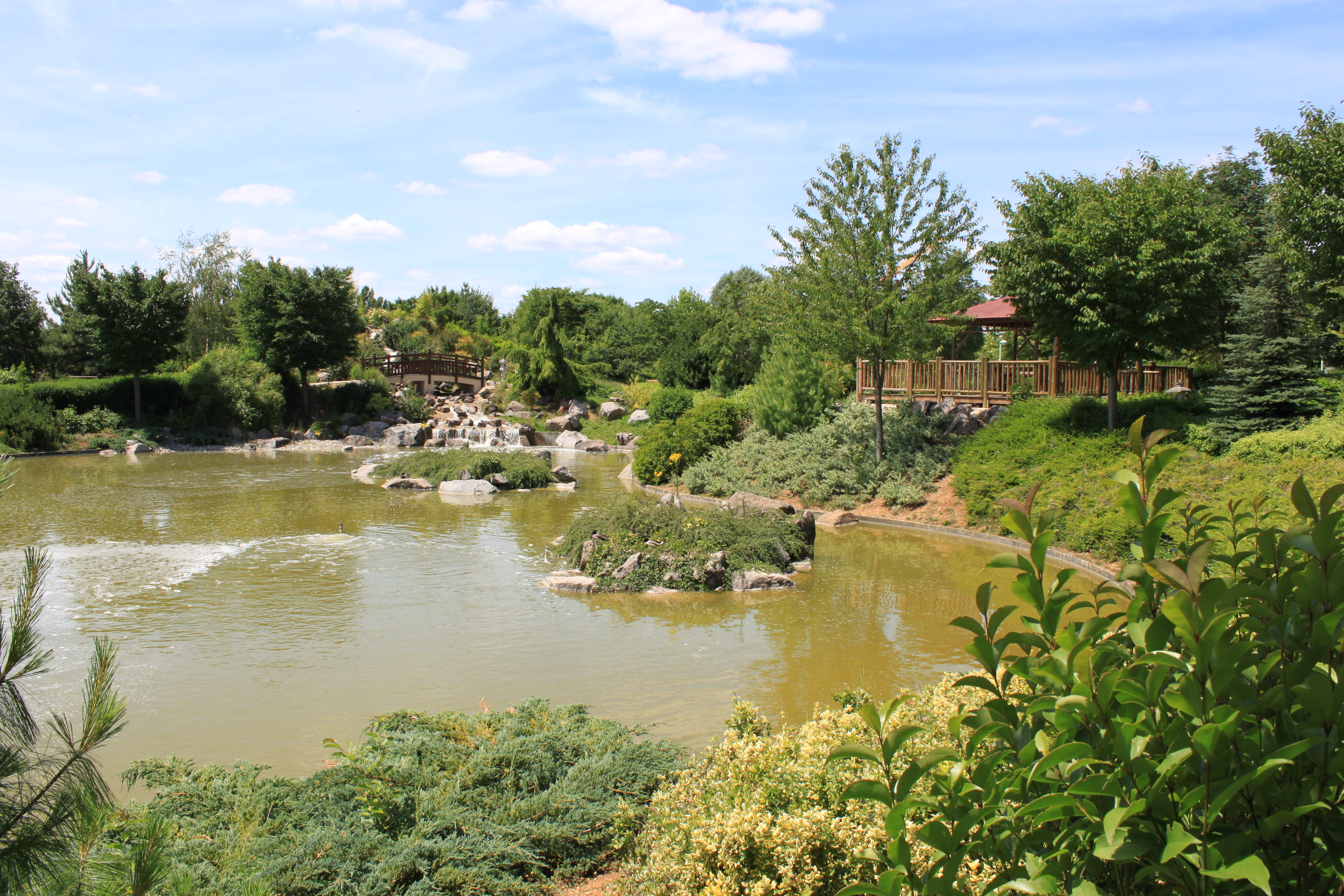
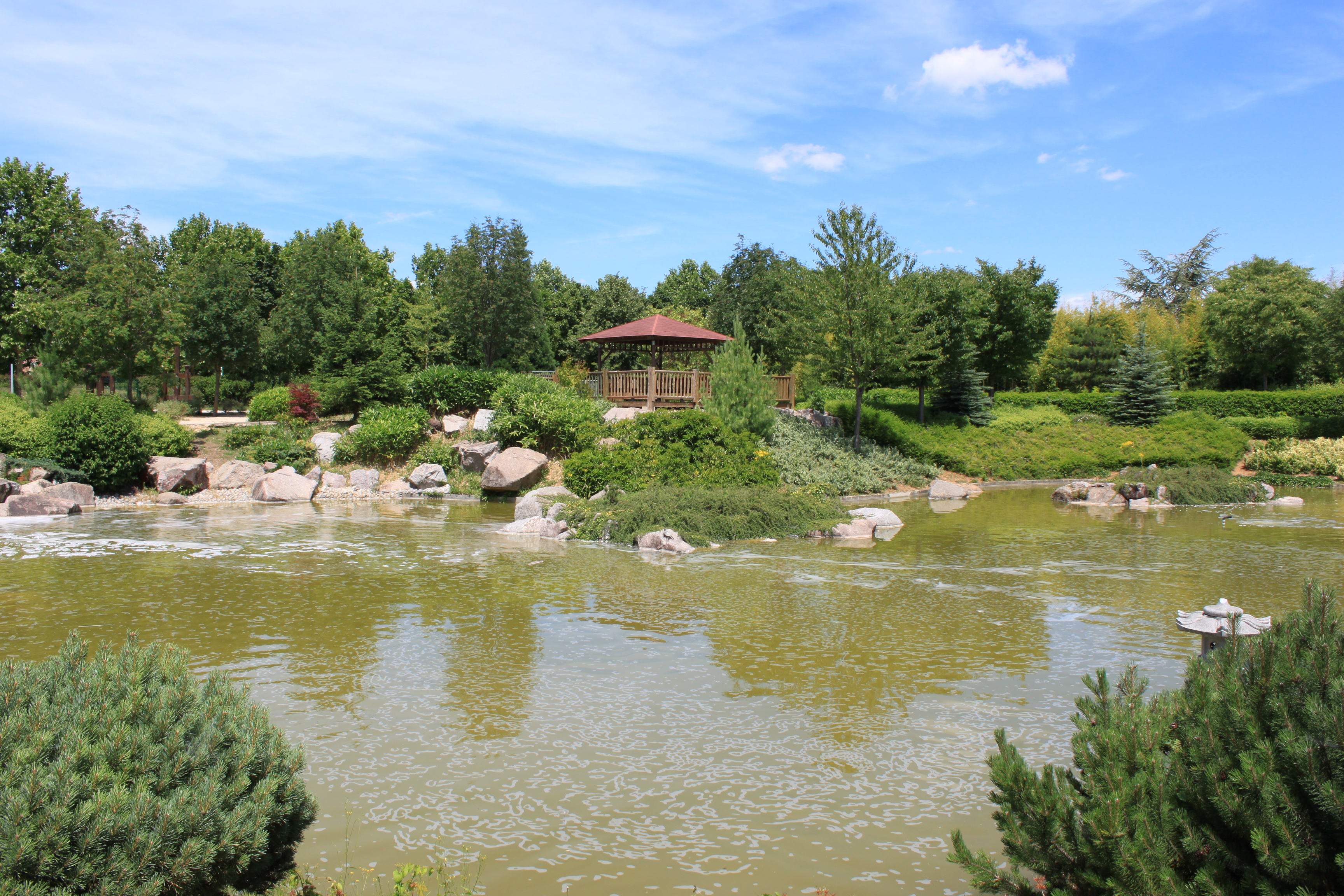
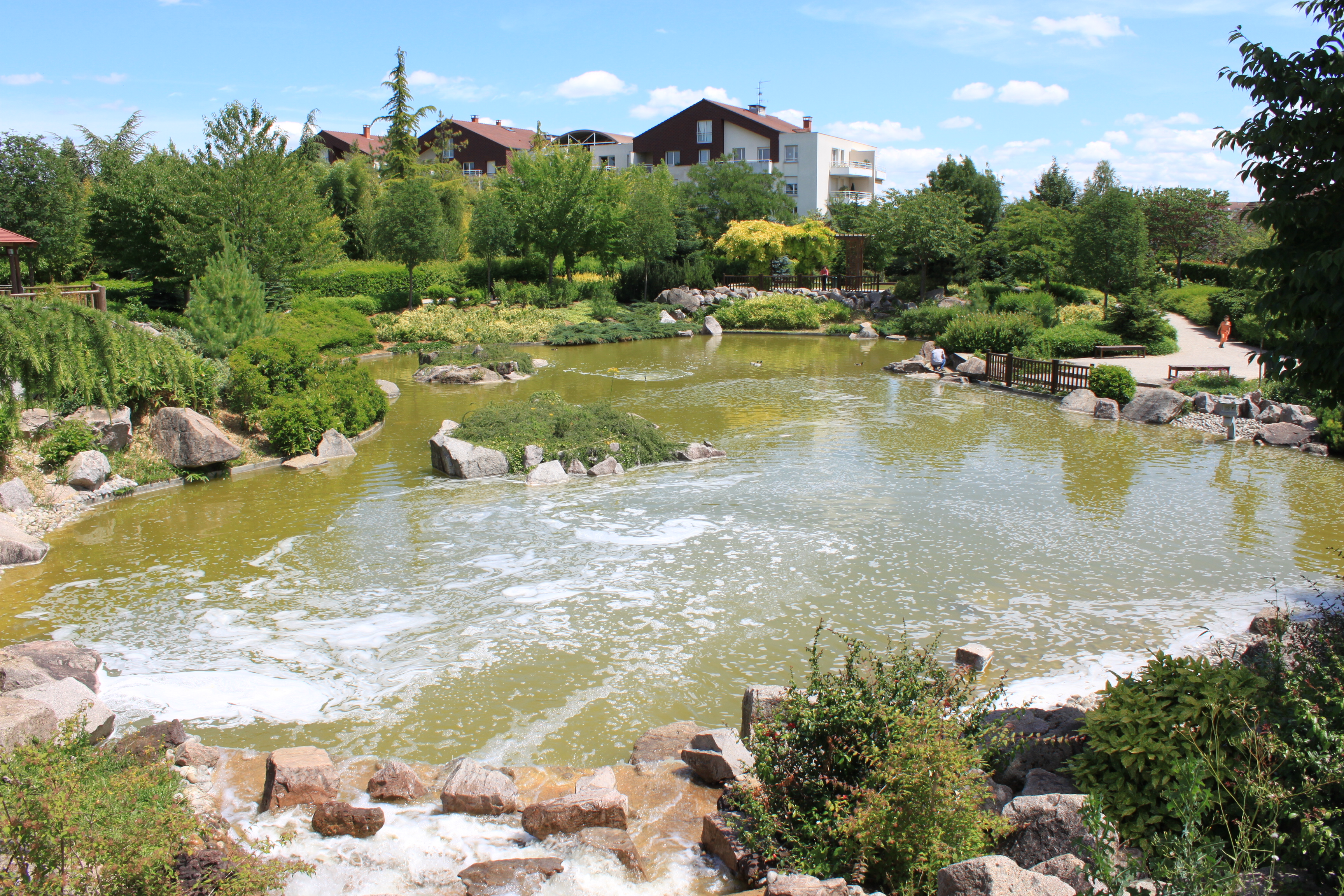
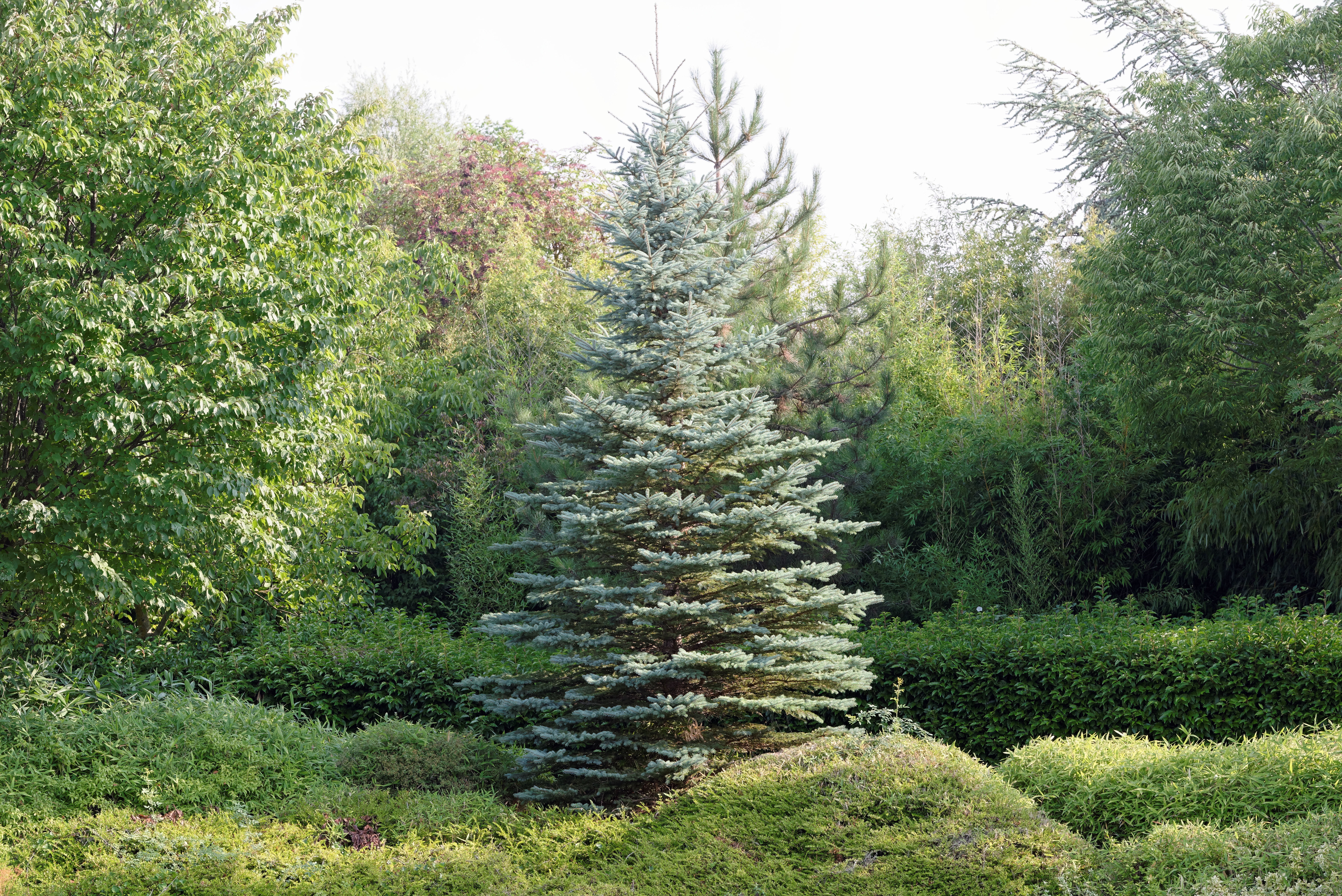
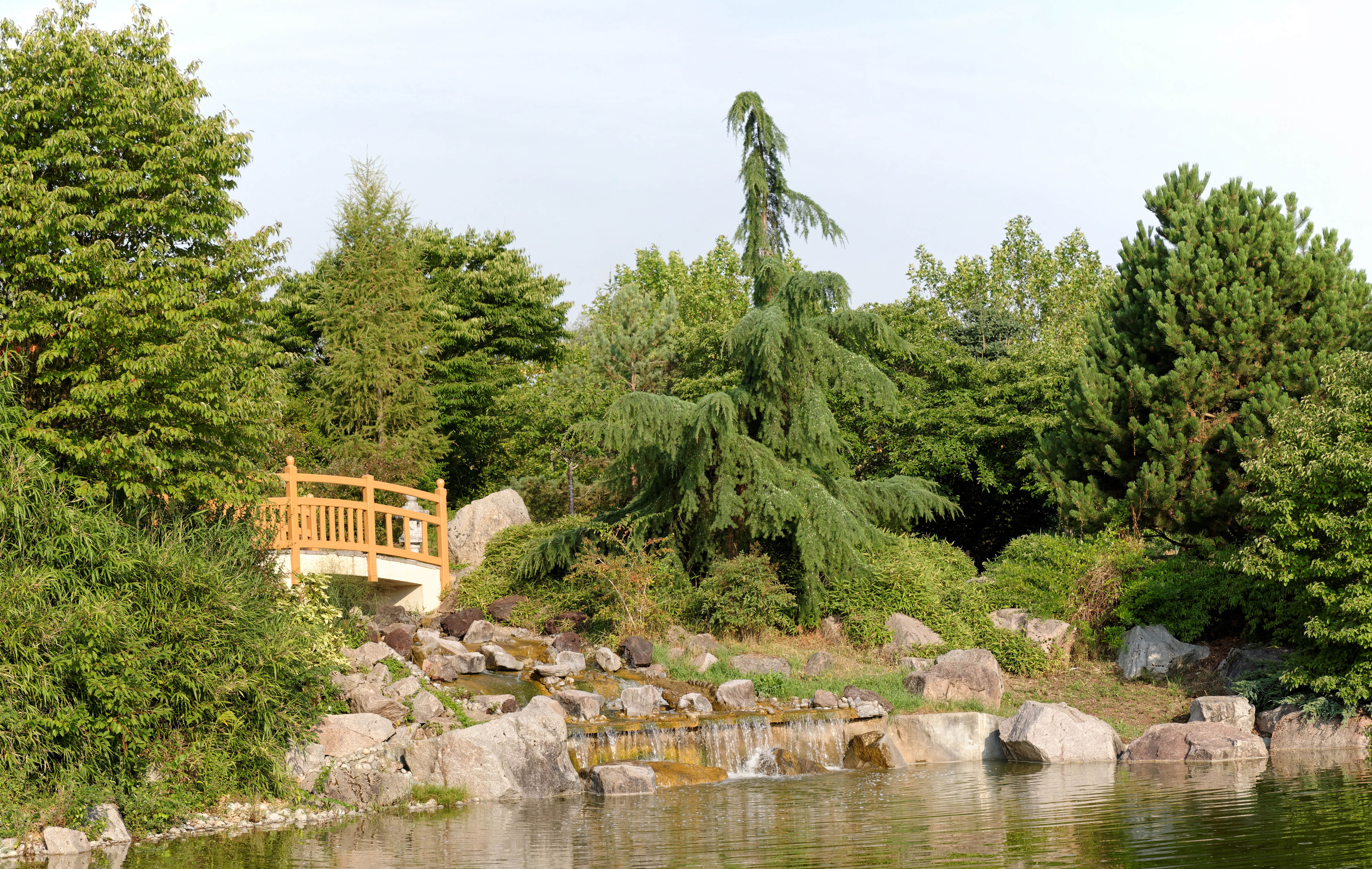
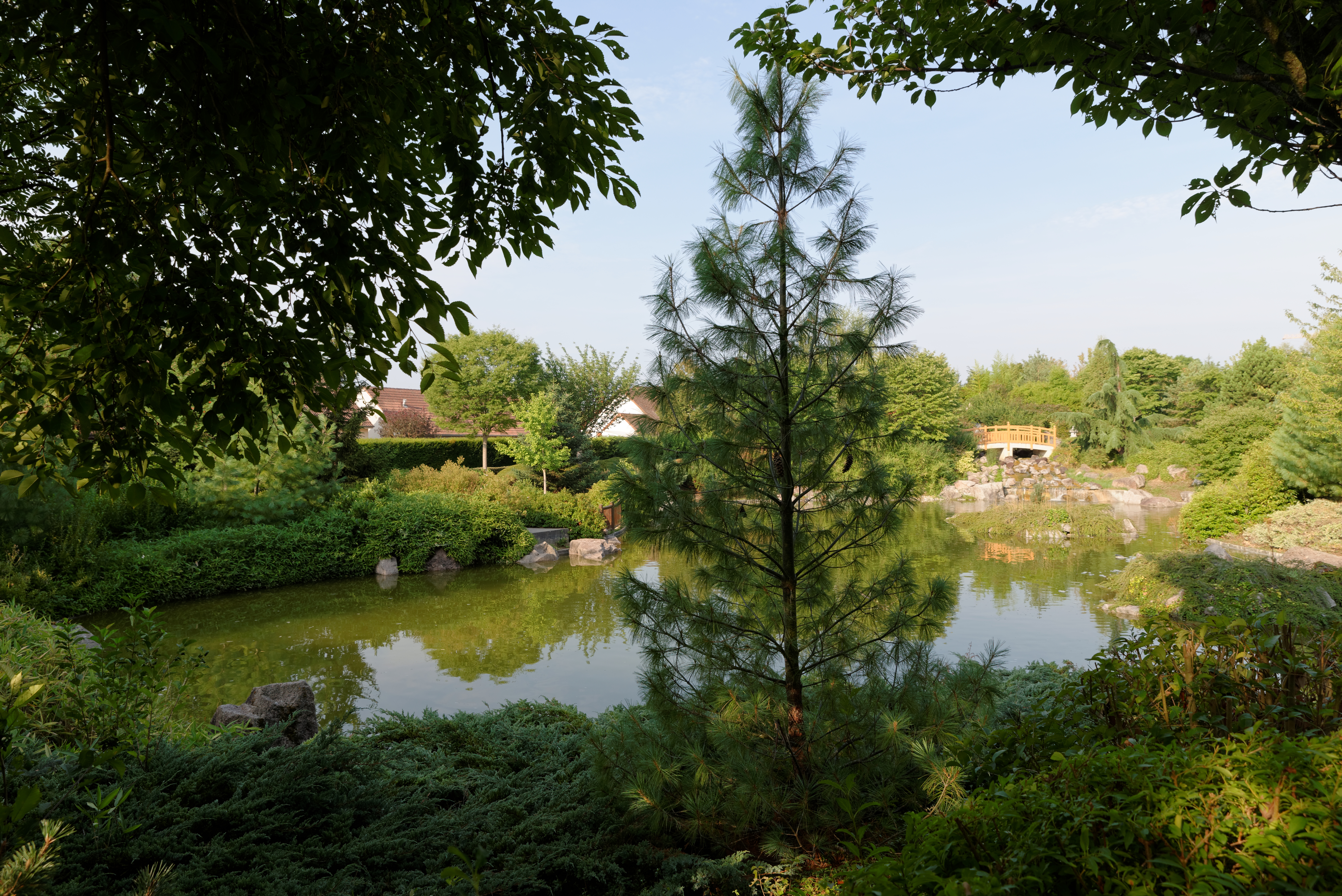
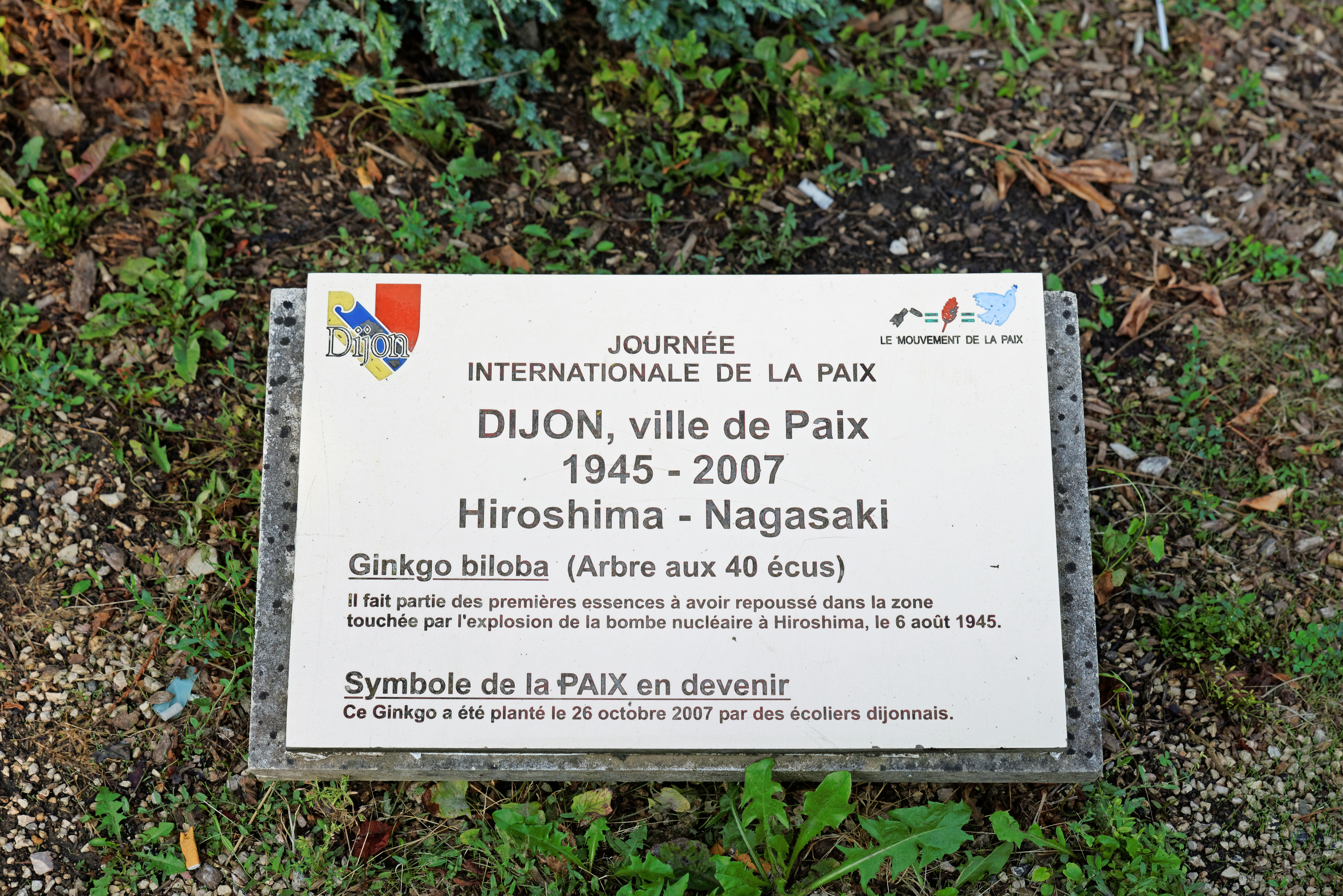